# Рот, Уолтер Эдмунд
Уолтер Эдмунд Рот (англ. Walther Edmund Roth; 2 апреля 1861, Лондон, Великобритания — 5 апреля 1933, Джорджтаун, Гайана) — британский антрополог и врач. Внёс неоценимый вклад в изучение культуры индейцев Британской Гвианы (сейчас Гайана).

## Биография
Изучал биологию в Университетском колледже Лондона, прошёл врачебную подготовку в больнице Святого Томаса в Лондоне.
Колониальный администратор, практикующим врач, работал в Квинсленде (Австралия) и Британской Гвиане в 1898—1928 гг.
В 1898 стал первым защитником аборигенов в Куктауне, Квинсленд . С 1904 по 1906 год — главный протектор, в обязанности которого также входила запись культуры аборигенов для её сохранения.
С 1910 года был ответственным за выполнение указа по защите аборигенов. В Гайане продолжил свои антропологические исследования, много времени проводил в экспедициях.
Живо интересовался историей Гайаны, перевёл ряд сочинений голландских и немецких путешественников и исследователей, такие как «Путешествия в Британской Гвиане» и «На Ориноко», (1835—1839) М. Р. Шомбургка.
После выхода на пенсию в 1928 году стал хранителем Джорджтаунского музея.
Автор многочисленных этнографических статей о коренных народах Австралии и Гайаны, которые по-прежнему являются важным источником информации о их жизни и обычаях, книг о путешествиях по Гайане.

## Награды
- Медаль Кларка Королевского общества Нового Южного Уэльса (1909)

## Память
Его именем назван музей антропологии в столице Гайаны, Джорджтауне.